# HMLA-367
367ème Escadron d'hélicoptères légers d'attaque (USMC)
Le Marine Light Attack Helicopter Squadron 367 (ou HMLA-367) était un escadron d'hélicoptère d'attaque du Corps des Marines des États-Unis composé d'hélicoptères d'attaque Bell AH-1Z Viper (en) et d'hélicoptères utilitaires Bell UH-1Y Venom. 
Créé à l'origine pendant la Seconde Guerre mondiale en tant que Marine Observation Squadron 3 (VMO-3), l'escadron a participé à des opérations de combat à la Bataille de Peleliu et à la Bataille d'Okinawa. Réactivé pendant la guerre du Vietnam, l'escadron a servi lors de nombreux conflits depuis. L'escadron était basé à la Marine Corps Air Station Kaneohe Bay, à Hawaï, et était sous le commandement du Marine Aircraft Group 24 (MAG-24) et de la 1st Marine Aircraft Wing (1st MAW). 
Le HMLA-367 a été mis hors service en avril 2022 dans le cadre du Force Design 2030 Initiative  du Commandant du Corps des Marines.